# Hreblina-Câmpulung, Putila
Hreblina-Câmpulung (în ucraineană Греблина, transliterat: Hreblîna) este un sat în raionul Putila din regiunea Cernăuți (Ucraina), depinzând administrativ de comuna Câmpulung pe Ceremuș. Are 184 locuitori, în totalitate ucraineni (huțuli).
Satul este situat la o altitudine de 692 metri, pe malul râului Ceremuș,  în partea de vest a raionului Putila.

## Istorie
Localitatea Hreblina-Câmpulung a făcut parte încă de la înființare din regiunea istorică Bucovina a Principatului Moldovei. După anexarea Bucovinei de către Imperiul Habsburgic în anul 1775, localitatea Hreblina-Câmpulung a făcut parte din Ducatul Bucovinei, guvernat de către austrieci. 
După Unirea Bucovinei cu România la 28 noiembrie 1918, satul Hreblina-Câmpulung a făcut parte din componența României, în Plasa Putilei a județului Rădăuți. Pe atunci, majoritatea populației era formată din ucraineni. 
Ca urmare a Pactului Ribbentrop-Molotov (1939), Bucovina de Nord a fost anexată de către URSS la 28 iunie 1940, reintrând în componența României în perioada 1941-1944. Apoi, Bucovina de Nord a fost reocupată de către URSS în anul 1944 și integrată în componența RSS Ucrainene. 
Începând din anul 1991, satul Hreblina-Câmpulung face parte din raionul Putila al regiunii Cernăuți din cadrul Ucrainei independente. Conform recensământului din 1989, din 247 locuitori ai satului, 246 s-au declarat ucraineni și unul singur rus . În prezent, satul are 184 locuitori, în totalitate ucraineni.

## Demografie
Componența lingvistică a localității Hreblîna
     Ucraineană (100%)
Conform recensământului din 2001, toată populația localității Hreblîna era vorbitoare de ucraineană (100%).
1989: 247 (recensământ) 
2007: 184 (estimare)